# ميوكي أكياما
ميوكي أكياما (27 أغسطس 1984 في اليابان - ) (بالكانا:あきやま みゆき) هي لاعبة كرة طائرة يابانية في مركز ممرر ‏.

## وصلات خارجية
- ميوكي أكياما على موقع الدوري الياباني (مؤرشف) (اليابانية)